# Daniel Jacquet
Pour les articles homonymes, voir Jacquet.
 (août 2024).
Si vous disposez d'ouvrages ou d'articles de référence ou si vous connaissez des sites web de qualité traitant du thème abordé ici, merci de compléter l'article en donnant les références utiles à sa vérifiabilité et en les liant à la section « Notes et références ».
Daniel Jacquet est un céiste français né le 04/12/1954. Il a fait équipe avec Jean-Jacques Hayne en canoé biplace de descente. Club d'origine Olympic Canoé Kayak Auxerre.
Ils participent à 3 Championnats du Monde: championnats du monde de descente 1977, championnats du monde de descente 1979, championnats du monde de descente 1981

## Palmarès

### Coupe d'Europe de descente
- Seconde place au général    Séo de Orgel Espagne 1er, Mérano Italie 1er, Garmish  Allemagne 7ème

### Championnats du monde de descente
- 4ème à Spittal Autriche en 1977
- Médaille de bronze en C2 à Jonquière en 1979 au Canada
- Médaille d'or en C2 par équipe en 1979 à Jonquière au Canada
- Médaille d'or en C2 à Bala en 1981 au Pays de Galles
- Médaille d'or en C2 par équipe à Bala au Pays de Galles